# Poprad (rijeka)
Poprad (njemački:Popper) je rijeka u sjevernoj  Slovačkoj i južnoj Poljskoj, pritok Dunajeca dug 174,2 km. Površina sliva iznosi 2.081 km ². Izvire u sjevernoj Slovačkoj na planini Visoke Tatre na 1 302 metara. Ulijeva se u Dunajec u Poljskoj kod grada Nowy Sącz na visini od 379 metara.  Dunajec se poslije ulijeva u Vislu, a Visla u Baltičko more.
- Gradovi kroz koje prolazi rijeka Poprad:
- Poprad
- Kežmarok
- Spišská Belá
- Stará Ľubovňa
- Muszyna
- Piwniczna-Zdrój
- Rytro
- Stary Sącz